# Verdienstorden (Waldeck)

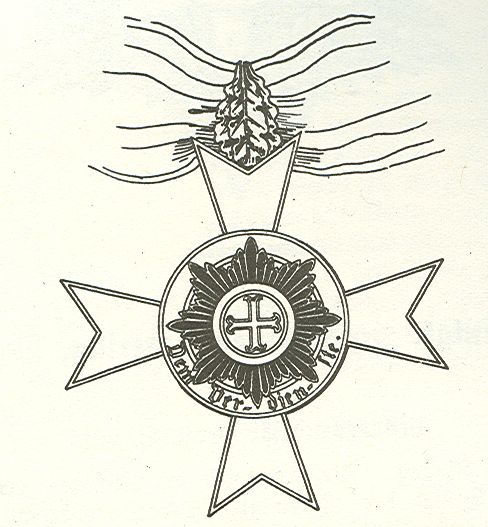
Verdienstorden I. Klasse

Der Verdienstorden wurde ursprünglich als Verdienstmedaille am 3. Juli 1857 durch Fürst Georg Viktor zu Waldeck-Pyrmont gestiftet und konnte an Personen verliehen werden, die sich um Unser Fürstliches Haus oder um das Wohle Unseres Landes anerkennenswerte Verdienste erworben haben. Am 14. Januar 1871 erfolgte die Stiftung des Verdienstordens und am 28. März 1896 wurde im Zuge der Reorganisation des waldeckischen Ordenswesen die Umbenennung in Verdienstkreuz vorgenommen.

## Ordensklassen
Zunächst existierte der Orden in nur einer Klasse (Verdienstmedaille). Mit der Stiftung des Verdienstordens wurde die Medaille zur II. Klasse erklärt. Am 26. September 1878 erfolgte die Stiftung der III. Klasse sowie einer silbernen Verdienstmedaille. Ab 14. Januar 1891 wurde die Form der II. Klasse verändert und ab diesem Zeitpunkt als Kreuz verliehen. Mit der Umbenennung in Verdienstkreuz erfolgte die Schaffung der IV. Klasse. Drei Jahre später kam es am 4. Juli 1899 zur Stiftung eines silbernen Ehrenkreuzes sowie einer neuen goldenen Verdienstmedaille. Die bisherige erhielt die Bezeichnung Medaille für Kunst und Wissenschaft und wurde eigenständig verliehen.
Schließlich erfolgte am 20. Dezember 1912 die Stiftung eines Offizierskreuzes, das zwischen der II. und III. Klasse rangiert.
Der Orden bestand ab diesem Zeitpunkt aus vier Klassen, einem Offiziers- und einem Ehrenkreuz sowie der affiliierte Verdienstmedaille in Gold und Silber.

## Ordensdekoration
Das Ordenszeichen der I. Klasse ist ein goldenes weiß emailliertes Georgskreuz mit eingeschnittenen Kreuzenden, dessen Tragering von einem vergoldeten Eichenlaub verdeckt ist. Im dunkelblau emaillierten Medaillon ist der aufliegende achtstrahlige schwarz emaillierte Wappenstern von Waldeck zu sehen. Im unteren Halbkreis ist die Umschrift Dem Verdienste. zu lesen, die an drei Stellen von den Sternstrahlen unterbrochen ist. Im Wappenstern auf weiß emaillierten Grund aufgelegt das rot emaillierte goldene Ankerkreuz von Pyrmont. Im Revers zeigt das goldene Medaillon die verschlungenen und von einem Fürstenhut überragten Initialen G V (Georg Viktor).
Die II. Klasse war bis 1891 eine runde Medaille, gleich dem Medaillon der I. Klasse. Über dem Ankerkreuz sind die goldenen Initialen G V (Georg Viktor) angebracht, die von einem Fürstenhut gekrönt wird. Am oberen Rand der Medaille sind zwei vergoldete Eichenblätter zu sehen, die sich nach oben hin verjüngen und daran ist der Tragering befestigt. 1891 wurde die II. Klasse durch ein etwas verkleinertes Kreuz der I. Klasse ersetzt. Der Wappenstern ist jedoch nicht von dem Medaillon unterlegt. Im Revers die zweizeilige Inschrift FÜR VERDIENST.
Das Kreuz der III. Klasse war bis 1896 gleich der II. Klasse, jedoch ohne Emaille.
Mit der Reorganisation 1896 erfolgte die Einführung einer neuen I. Klasse (mit einer Krone über dem Ordenszeichen) und die bisherige wurde zur II. Klasse. Bei der II. Klasse entfiel das Medaillon unter dem Wappenstern. Die anderen Klassen wurden entsprechend abgestuft.
Das Ehrenkreuz zeigt im Medaillon lediglich auf weißem Grund das rot emaillierte Ankerkreuz und ist ansonsten identisch zur IV. Klasse.
Die aus Bronze gefertigte vergoldete bzw. versilberte rund Verdienstmedaille zeigt im Revers die zweizeilige Inschrift FÜR VERDIENST. Sie unterscheidet sich im Avers. Bei der goldenen ist der Wappenstern mit dem Ankerkreuz, bei der Silbernen die von dem Fürstenhut überragten Initialen G V (Georg Viktor) zu sehen.

## Schwerter
Für Militärverdienste erfolgte am 12. Mai 1915 die Stiftung der Schwerter zu allen Klassen, dem Ehrenkreuz und zur goldenen und silbernen Verdienstmedaille. Die Schwerter verlaufen bei den Kreuzen durch die Kreuzwinkel. Bei den Medaillen sind zwei gekreuzte Schwerter zwischen Medaille und Tragering angebracht.
Ab 23. Februar 1918 war der Vorbesitz des Eisernen Kreuzes I. Klasse bindende Voraussetzung für die Verleihung der Schwerter.

## Trageweise

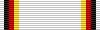
Bandschnalle für Militärverdienste

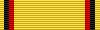
Bandschnalle für Zivilverdienste

Die I. und II. Klasse wurden ab 1896 als Halsorden, das Offizierskreuz als Steckkreuz dekoriert. Alle weiteren Klassen, das Ehrenkreuz sowie die Verdienstmedaille wurden am Band auf der linken Brustseite getragen.
Das Farbe des Bandes ist davon abhängig, ob die Auszeichnung mit oder ohne Schwerter zur Verleihung kam. Bei einer Verleihung ohne Schwerter ist das Band gelbgold mit rot/schwarzen Seitenstreifen, mit Schwertern ist das Band weiß mit gelbgolden/rot/schwarzen Seitenstreifen.